# Già đẫy lớn
Già đẫy lớn hay cò sói (danh pháp khoa học: Leptoptilos dubius) là loài chim thuộc họ Hạc. Loài chim này phân bố chủ yếu ở Ấn Độ nhưng địa bàn cũng lan rộng đến Borneo, tuy nhiên hiện nay chỉ còn hai quần thể sinh sản, ở tiểu bang Assam thuộc đông bắc Ấn Độ và ở Campuchia.

## Miêu tả
Già đẫy lớn có chiều cao 150 cm (57–60 in). Chiều dài trung bình là 136 cm (54 in) và sải cánh trung bình là 250 cm (99 in).

## Hình ảnh

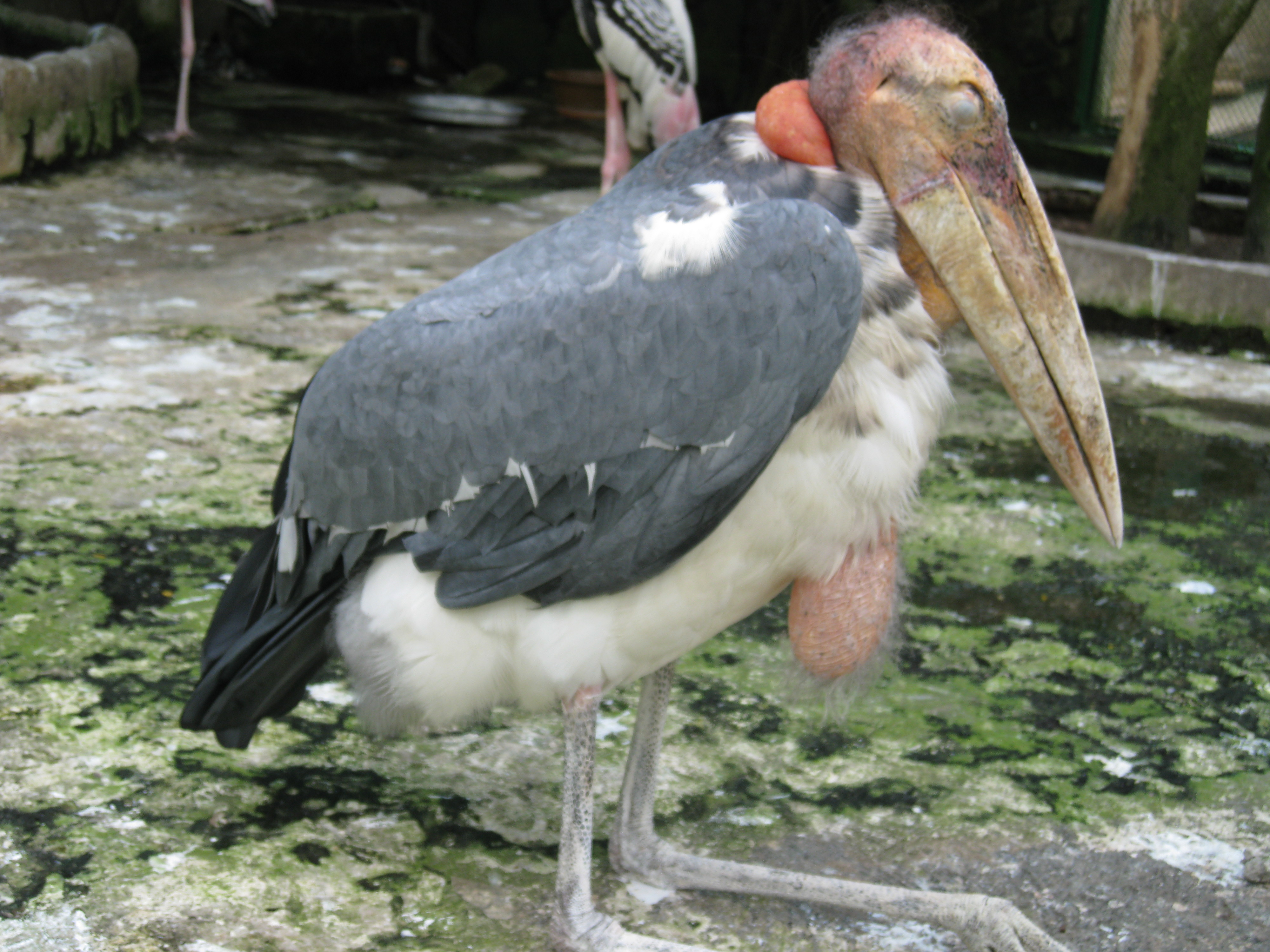
Tại Thảo Cầm viên Sài Gòn
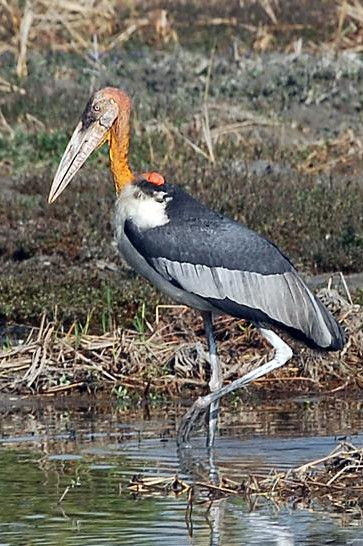
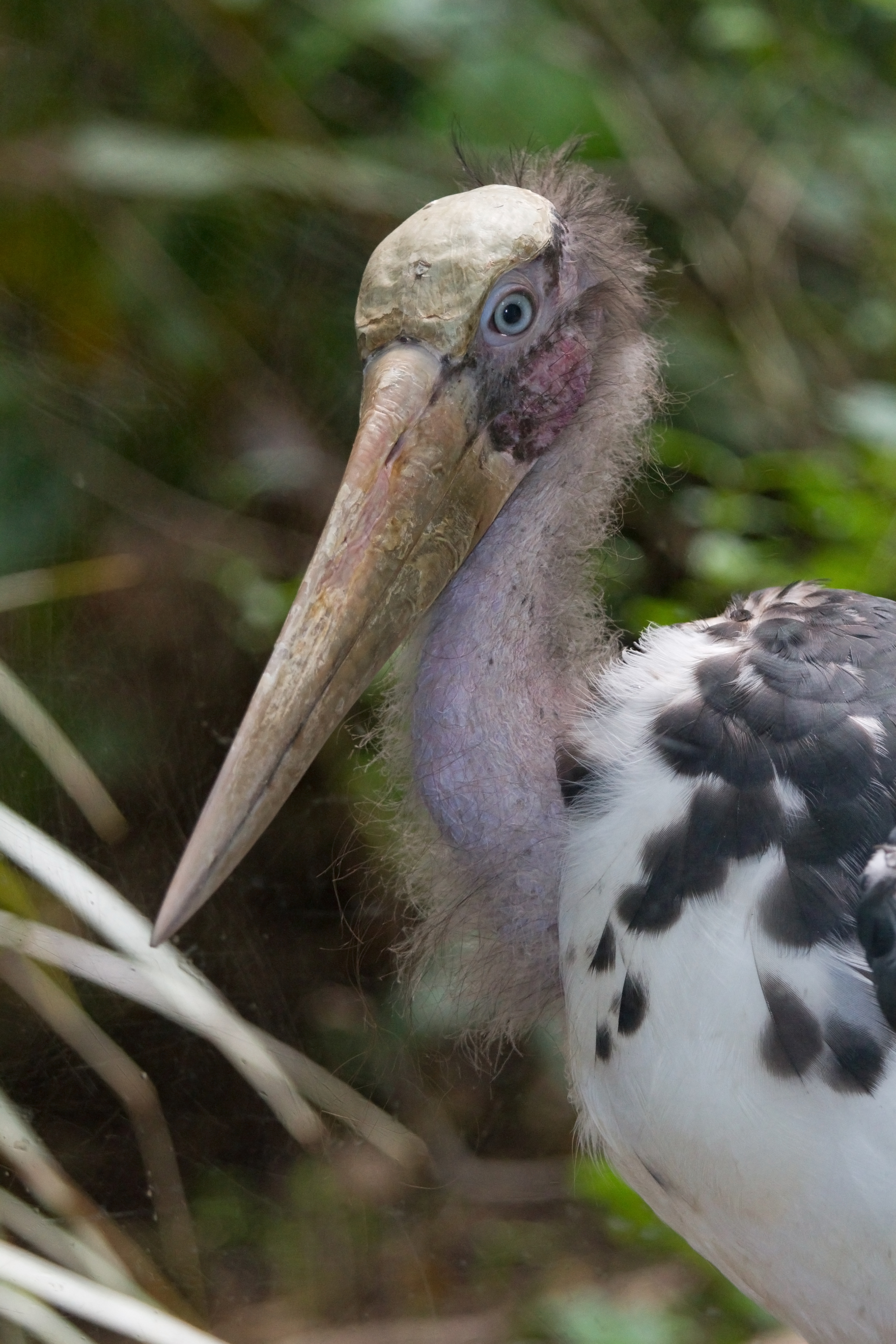
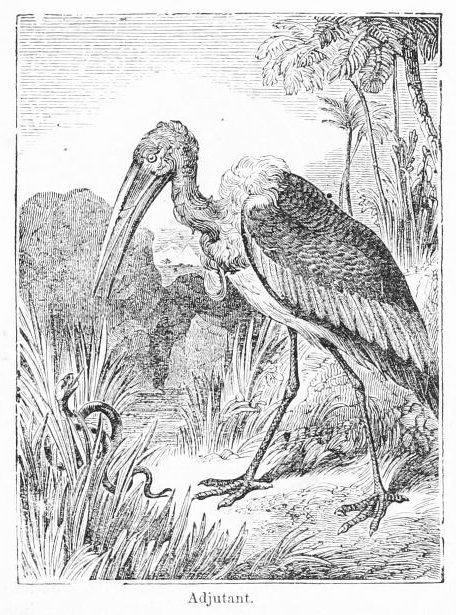
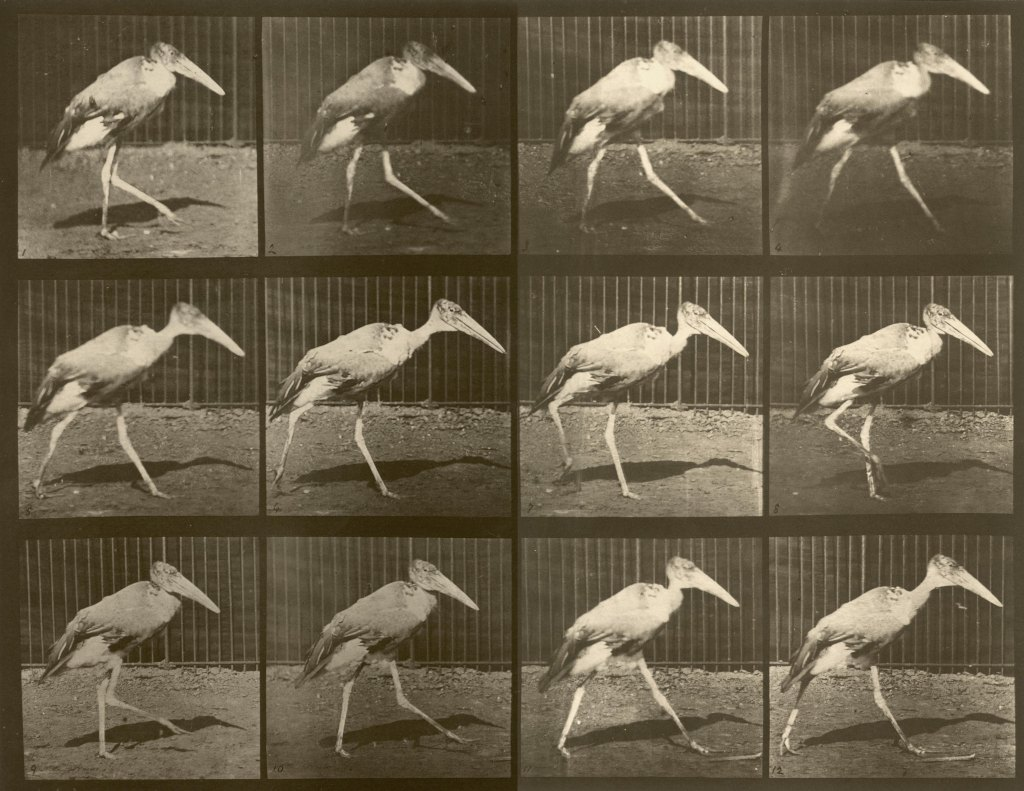